# Victor Colicchio
Victor Colicchio (New York, 13 augustus 1953) is een Amerikaans acteur, scenarioschrijver en muzikant.

## Biografie
Colicchio begon in 1976 met acteren in de film Through the Looking Glass. Hierna heeft hij nog meerdere rollen gespeeld in films en televisieseries zoals Goodfellas (1990), Bullets Over Broadway (1994), New York Undercover (1994-1995), Celebrity (1998), Summer of Sam (1999), Inside Man (2006) en The Brave One (2007).
Colicchio heeft twee films geschreven als scenarioschrijver, in 1999 de film Summer of Sam en in 2002 de film High Times Potluck.

## Filmografie

### Films
Uitgezonderd korte films.
- 2023 Long Shot Louie - als Pete Lazzaro
- 2018 The Brawler - als dr. Mancini
- 2018 Sarah Q - als de man
- 2018 BlacKkKlansman - als Steve
- 2016 American Fango - als Pino
- 2015 The Networker - als Robert
- 2015 Laugh Killer Laugh - als stoere Tony
- 2015 Sam - als The Barfly
- 2013 Long Shot Louie - als Pete Lazzaro
- 2013 Casse-tête chinois - als advocaat
- 2009 Motherhood – als dakwerker in vrachtwagen
- 2007 The Brave One – als Cutler
- 2007 Mattie Fresno and the Holoflux Universe – als conciërge / duivel
- 2006 Inside Man – als sergeant Collins
- 2005 Tinsel Town – als stoere jongen
- 2002 High Times Potluck – als Vic
- 2002 Four Deadly Reasons – als Chickie
- 2001 Friends and Family – als Sammy
- 1999 For Love of the Game – als Heckler
- 1999 Summer of Sam –als Chickie
- 1998 Arresting Gena – als Gordie
- 1998 Exiled – als ober van Elaine
- 1998 Celebrity – als verhuizende man
- 1997 The Deli – als Micky
- 1997 Loose Women – als George
- 1997 Better Than Ever – als Hopper
- 1996 West New York – als Berto
- 1995 The Keeper – als officier Corvino
- 1995 Sweet Nothing – als bodyguard met wapen
- 1994 Bullets Over Broadway – als gangster
- 1994 Men Lie – als man met ring
- 1991 True Indentity – als man in steeg
- 1990 Street Hunter – als Mustache Diablo
- 1990 Goodfellas – als crew van Henry
- 1990 Q & A – als Luis Alvarado
- 1985 Delivery Boys – als Tony
- 1981 Blonde Ambition – als acteur die soldaat speelt
- 1979 Chorus Call – als Jody
- 1978 Fiona on Fire – als Ronald
- 1978 High School Bunnies – als Joe White
- 1978 Daughters of Discipline – als Bob
- 1977 Joint Venture – als freestyler
- 1977 Inside Jennifer Welles – als Burt Hanson
- 1977 French-Teen – als Raven
- 1977 Honeymoon Haven – als Jack
- 1976 Blowdry – als Warren
- 1976 Through the Looking Glass – als mooie jongen

### Televisieseries
Uitgezonderd eenmalige gastrollen.
- 2000 – 2001 Third Watch – als Howell – 2 afl.
- 2000 Prince Street – als ?? – 2 afl.
- 1994 – 1995 Under Cover New York – als Rick – 7 afl.

- Bibliothèque nationale de France: cb14088488n (data)
- Gemeinsame Normdatei: 1089845995
- International Standard Name Identifier: 0000 0001 1936 0581
- Library of Congress Control Number: no2003110532
- Nationale Bibliotheek van Tsjechië: xx0153978
- Système universitaire de documentation: 145753123
- Virtual International Authority File: 71599027
- WorldCat: E39PBJkdjHjwMqBQGK3HDPT4MP